# Campeonato Sudamericano de Voleibol Femenino de 1975
La XI edición del Campeonato Sudamericano de Voleibol Femenino fue realizado en 1975 en la ciudad de Asunción, capital de Paraguay.

## Campeón
| Perú           |
| Campeón        |
| PERÚ 5º título |

## Clasificación final
| Pos | Equipo    |
| --- | --------- |
| 1   | Perú      |
| 2   | Brasil    |
| 3   | Argentina |
| 4   | Uruguay   |
| 5   | Paraguay  |
| 6   | Bolivia   |

| Predecesor: Colombia 1973 | Campeonato Sudamericano de Voleibol Femenino XI edición | Sucesor: Perú 1977 |

- Datos: Q2659684